# Championnats du monde de boccia 2014
Navigation
Lisbonne 2010 Pékin 2016
Les championnats du monde de boccia 2014, huitième édition des championnats du monde de boccia, ont lieu du 19 au 28 septembre 2014 à Pékin, en Chine.

## Classification
Les athlètes atteints de handicap moteur grave sont classés en quatre catégories:
- BC1 : athlètes paralysés cérébraux qui peuvent être aidés d’un assistant qui ajuste le fauteuil roulant ou fait passer une boule au joueur.
- BC2 : athlètes paralysés cérébraux qui ne peuvent pas être assistés.
- BC3 : athlètes ayant d’importantes difficultés motrices qui peuvent être aidés d’un assistant ou d'un appareil pour lancer la balle.
- BC4 : athlètes ayant des difficultés motrices autres que la paralysie cérébrale mais qui ont les mêmes difficultés qu'un BC1 ou BC2 et ne peuvent pas être assistés.

## Participants
Au total, 30 nations participent à ces championnats du monde de boccia 2014.
| Amérique                                                                   | Asie                                                                       | Europe | Océanie                        |
| -------------------------------------------------------------------------- | -------------------------------------------------------------------------- | --- | ------------------------------ |
| - Argentine - Bermudes - Brésil - Canada - Colombie - États-Unis - Mexique | - Chine - Corée du Sud - Hong Kong - Japon - Macao - Singapour - Thaïlande | - Belgique - Espagne - Finlande - Grèce - Hongrie - Israël - Norvège - Pays-Bas - Portugal - Royaume-Uni - Russie - Slovaquie - Suède - Tchéquie | - Australie - Nouvelle-Zélande |

## Résultats
| Épreuves           | Or                                                                                                   | Argent | Bronze                                                        |
| ------------------ | --- | --- | ------------------------------------------------------------- |
| Individuel BC1     | David Smith (GBR)                                                                                    | Witsanu Huadpradit (THA)                                                                                   | Daniel Perez (NED)                                            |
| Individuel BC2     | Watcharaphon Vongsa (THA)                                                                            | Yan Zhiqiang (CHN)                                                                                         | Maciel Santos (BRA)                                           |
| Individuel BC3     | Kim Han-soo (KOR)                                                                                    | Jeong Ho-won (KOR)                                                                                         | Jacob Thomas (GBR)                                            |
| Individuel BC4     | Leung Yuk Wing (HKG)                                                                                 | Eliseu dos Santos (BRA)                                                                                    | Seo Hyeon-seok (KOR)                                          |
|                    | | |                                                               |
| Paires BC3         | Corée du Sud Jeong Ho-won Kim Han-soo Kim Jun-yup                                                    | Royaume-Uni Scott McCowan Jacob Thomas Patrick Wilson                                                      | Portugal Armando Costa José Macedo Luís Silva                 |
| Paires BC4         | Hong Kong Leung Yuk Wing Vivian Lau Wai-yan Wong Kwan Hang                                           | Brésil Eliseu dos Santos Dirceu Pinto Marcelo dos Santos                                                   | Chine Zheng Yuansen Lin Ximei                                 |
|                    | | |                                                               |
| Par équipe BC1–BC2 | Thaïlande Pattaya Tadtong Witsanu Huadpradit Watcharaphon Vongsa Mongkol Jitsa-Ngiem Boontep Pachdee | Brésil José Carlos Chagas de Oliveira Daniela Falotico Luiz Carlos Rodrigues Maciel Santos Lucas de Araújo | Royaume-Uni David Smith Nigel Murray Joshua Rowe Martin Davis |

## Tableau des médailles
| Rang  | Nation       | Or | Argent | Bronze | Total |
| ----- | ------------ | -- | ------ | ------ | ----- |
| 1     | Corée du Sud | 2  | 1      | 1      | 4     |
| 2     | Thaïlande    | 2  | 1      | 0      | 3     |
| 3     | Hong Kong    | 2  | 0      | 0      | 2     |
| 4     | Royaume-Uni  | 1  | 1      | 2      | 4     |
| 5     | Brésil       | 0  | 3      | 1      | 4     |
| 6     | Chine        | 0  | 1      | 1      | 2     |
| 7     | Pays-Bas     | 0  | 0      | 1      | 1     |
| -     | Portugal     | 0  | 0      | 1      | 1     |
| Total | Total        | 7  | 7      | 7      | 21    |